# جيم شوارتز
جيم شوارتز (بالإنجليزية: Jim Schwartz)‏ هو مدرب رياضي أمريكي، ولد في 2 يونيو 1966 في بالتيمور في الولايات المتحدة.

## وصلات خارجية
- جيم شوارتز على موقع إن إن دي بي (الإنجليزية)